# ザ・パークハウス福岡タワーズ
ザ・パークハウス福岡タワーズ（ザ・パークハウスふくおかタワーズ）は、福岡市中央区地行浜二丁目にある超高層マンション。WestとEastで構成されるツインタワーである。
旧ホークスタウンモール跡地に作られた。MARK IS 福岡ももちと共に一体的に建設された。
| スタブアイコン | サブスタブ | この項目は、まだ閲覧者の調べものの参照としては役立たない、福岡県に関連した書きかけの項目です。この項目を加筆・訂正などしてくださる協力者を求めています（P:日本の都道府県/福岡県）。 |